# Cindy Breakspeare
Cynthia Jean Cameron Breakspeare, connue sous le nom de Cindy Breakspeare (née le 24 octobre, 1954 à Toronto, Canada) a été couronnée Miss Monde en 1976. C'est une artiste canadienne de jazz et la mère de Damian Marley.

## Biographie
Née en 1954 d'un père jamaïcain et d'une mère canadienne, elle a déménagé en Jamaïque à l'âge de 4 ans. Au cours de son adolescence, elle participa à plusieurs concours de beauté comme Miss Jamaica Body Beautiful et Miss Universe Bikini.
Elle fut invitée à participer au concours de Miss Monde à Londres en 1976 et fut la seconde Jamaïcaine à remporter le titre,.
Elle eut une relation et un fils, Damian Marley né en 1978, avec Bob Marley. Marley a écrit la chanson Turn Your Lights Down Low en son hommage.
Elle se maria avec le sénateur Tom Tavares-Finson en 1981 avec lequel elle eut un fils, Christian en 1982 et une fille Leah en 1986. Ils ont divorcé en 1995. Christian suit des cours de droit en Grande-Bretagne, tandis que Leah étudie dans une université canadienne. Leah partage actuellement la vie de l'artiste reggae Spragga Benz (en).
Cindy se marie en 1999 à Rupert Bent II, pilote et guitariste du groupe Byron Lee & the Dragonaires.
Elle et son mari donnent des représentations en tant que jazzman, et Cindy est maintenant une des décoratrices d'intérieur jamaïcaines les plus connues.

## Filmographie
- Marley (2012), interviewee